# Henrietta Hyde, Condessa de Rochester
Henrietta Hyde (nascida Henrietta Boyle; Wiltshire, c. 1645/1646 – Bath, 12 de abril de 1687) foi uma nobre anglo-irlandesa. Ela foi condessa de Rochester pelo seu casamento com Laurence Hyde, 1.° Conde de Rochester, tio materno das rainhas Maria II de Inglaterra e Ana da Grã-Bretanha. Foi governanta dos filhos do futuro rei Jaime II de Inglaterra, além de ter sido parte das Beldades de Windsor, pintada por Peter Lely.

## Família
Henrietta foi a filha de Richard Boyle, 1.° Conde de Burlington e 2.° Conde de Cork, e de Elizabeth Clifford, Baronesa Clifford.
Os seus avós paternos eram Richard Boyle, 1.° Conde de Cork e Catherine Fenton. Os seus avós maternos eram Henry Clifford, 5.° Conde de Cumberland e Frances Cecil, neta de William Cecil, conselheiro da rainha Isabel I de Inglaterra.
Ela teve quatro irmãos: Frances, foi primeiro casada com o coronel Francis Courtenay, 3.° Baronete Courtenay, e depois com Wentworth Dillon, 4.° Conde de Roscommon; Anne, esposa de Edward Montagu, 2.° Conde de Sandwich; Elizabeth, esposa de Nicholas Tufton, 3.° Conde de Thanet, e Charles Boyle, 2.° Barão Clifford de Lanesborough, marido de Jane Seymour e depois de Arethusa Berkeley.

## Biografia
A autora Anna Brownell Jackson descreve a aparência da jovem: 
"ela era loira da mais delicada espécie, com uma abundância de cabelos claros, e uma tez de cor transparente, rosa e branca, como os morangos brilhando através da neve recentemente caída; os seus modos eram tão gentis e inocentes quanto o seu rosto era belo.
Henrietta se casou com Laurence Hyde no ano de 1665. Ele era filho de Eduardo Hyde, 1.º Conde de Clarendon e de Frances Aylesbury, e portanto irmão de Ana Hyde, casada com Jaime, Duque de Iorque, futuro rei Jaime II de Inglaterra. O casal teve quatro filhos, três mulheres e um homem. O casamento foi feliz, aparentemente, devido a diferença de temperamentos entre Henrietta e Laurence.

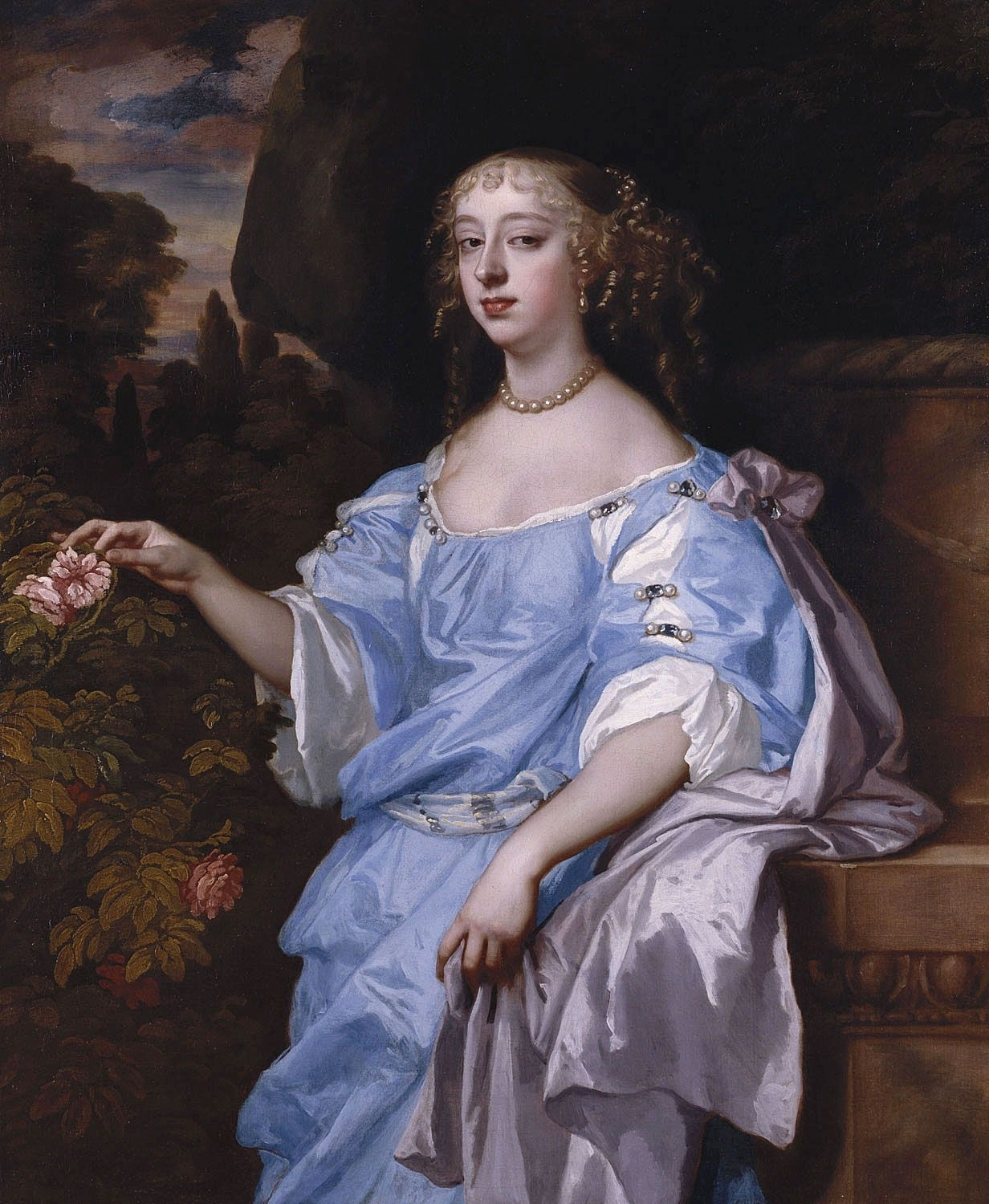
Henrietta por volta de 1665 pintada por Peter Lely, parte da coleção das Beldades de Windsor.

Em novembro de 1677, Henrietta sucedeu Frances Villiers como governanta dos filhos de duque de Iorque. Segundo o escritor John Aubrey, "Margaret, Senhora Denham foi envenenada pelas mãos da condessa de Rochester com chocolate", em referência à Henrietta Hyde, pois ela morreu após tomar uma xícara de chocolate envenenada. Margaret, esposa do poeta John Denham, era amante do duque de Iorque, futuro Jaime II. A sua cunhada, Ana Hyde, também foi considerada suspeita de envenenar a amante do marido. 
Em 29 de novembro de 1682, foi criado o novo título de conde de Rochester para Laurence Hyde, e assim, Henrietta se tornou condessa de Rochester. 
Assim como a maioria dos membros da família Boyle, que, através de duas gerações tinha se tornado muito poderosa no sul da Irlanda, a condessa de Rochester possuía um temperamento forte e era gananciosa, podendo ser implacável ao impor os seus direitos. Durante os seus últimos dois anos de vida, quando o seu marido era o ministro chefe de seu cunhado, o rei Jaime II, Henrietta tirou vantagem plena de seu poder para reivindicar todos os privilégios possíveis. Ela entrou em conflito com a sobrinha do marido, a futura rainha Ana, em relação a quem deveria ter os melhores apartamentos no Palácio de Whitehall. A própria Ana, que podia ser uma oponente formidável, reclamou amargamente da irritação de sua tia para com ela.
Henrietta faleceu em 12 de abril de 1687, na cidade de Bath, em Somerset, e foi enterrada na Abadia de Westminster, em Londres, no Jazigo da família Clarendon. 

## Descendência
- Anne Hyde (m. 25 de janeiro de 1684/85), primeira esposa de Jaime Butler, 2.º Duque de Ormonde, com quem teve apenas uma filha, Mary, que morreu ainda criança;
- Mary Hyde (1669 – 25 de janeiro de 1708/09), primeira esposa de Francis Seymour-Conway, 1.° Barão Conway de Ragley, com quem teve quatro filhos;
- Henry Hyde, 4.° Conde de Clarendon (1672 – 10 de dezembro de 1753), membro do Parlamento. Foi marido de Jane Leveson-Gower, com quem teve três filhos;
- Henrietta Hyde (1677 – 30 de maio de 1730), esposa de James Scott, Conde de Dalkeith, com quem teve um filho.